# Псалом 148

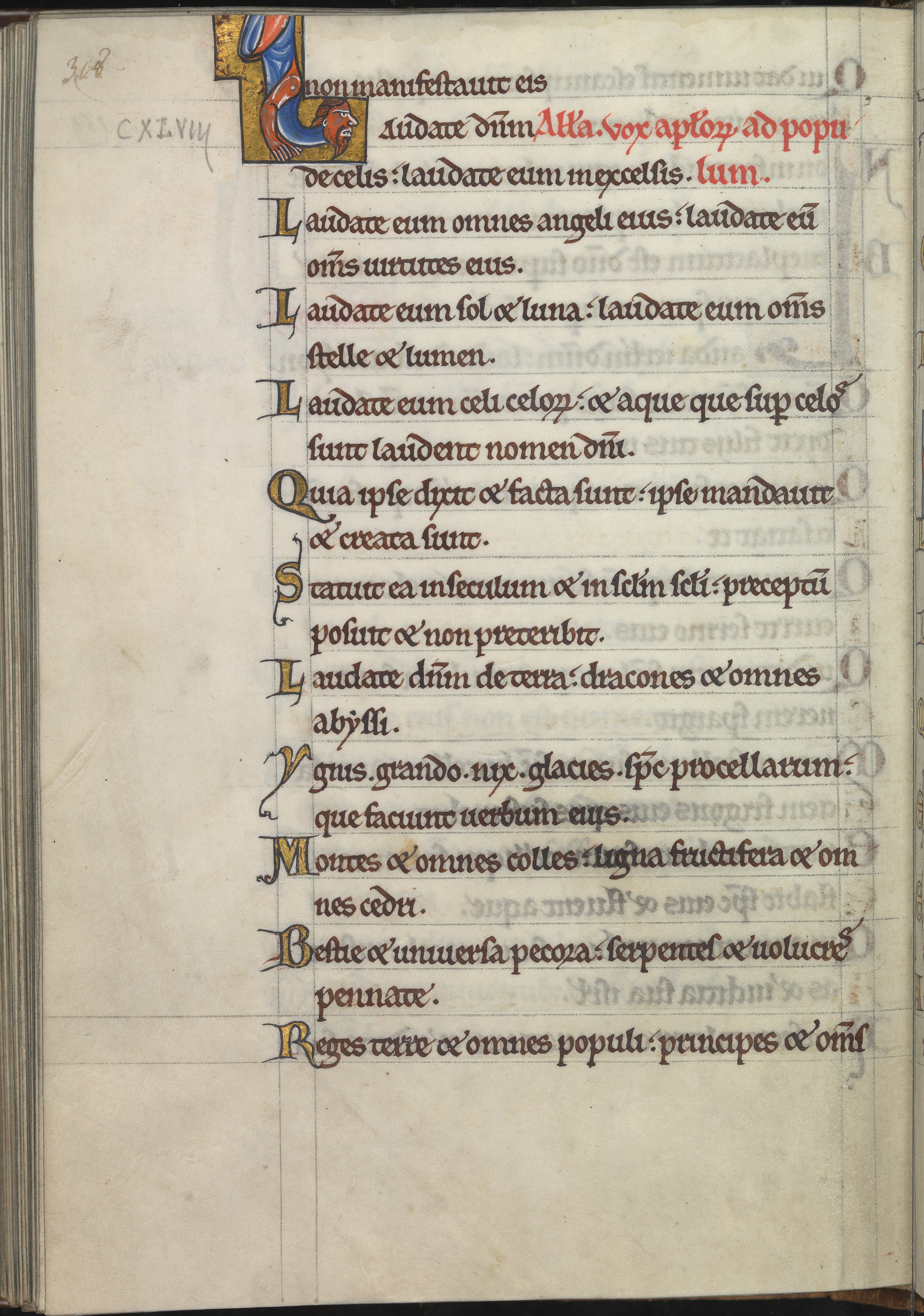
148-й псалом на листе из Псалтири Алиеоноры Аквитанской

Сто со́рок восьмо́й псало́м — хвалебный литургический псалом, 148-й псалом из книги Псалтирь. Предназначался для богослужения в Храме. Известен по латинскому инципиту Laudate Dominum de caelis, «Хвалите Господа съ небесъ». Поскольку псалмы начинаются и оканчиваются словом «аллилуйя», то в христианстве и иудаизме группы псалмов 112—117 и 145—150 часто путают между собой, называя «аллилуйными», поэтому для различения группа 112—117 названа «пасхальной», а 145—150 — «хвалебной».
Раши отмечал, что в иудаизме из «хвалебных» утренних псалмов 144—150, лишь псалмы 148 и 150 заслуживают названия «хвалебных», ввиду частого повторения в них слова «хвалите» и указывал петь молитву, а после неё два псалма — 148, 150, Саадия Гаон упоминал шесть псалмов: 144, 146, 147, 148, 149, 150, Маймонид перечислял семь псалмов: 144, 145, 146, 147, 148, 149, 150. Ныне в ортодоксальном иудаизме следуют указаниям последнего.
Псалом выражает восторженно-благодарный подъём чувств еврейского народа, приглашающего все народы и явления природы восхвалять Господа за возвышение Им своего избранника (еврейский народ). Призывы вознести хвалу Господу обращены к небесам (стихи 1—6), к земле (стихи 7—12) и к избранному народу (стихи 13—14). Псалом представляет собой хор славословия Богу одушевлённых и неодушевлённых, потому что Его имя превыше всех имён.

## Текст
148-й псалом на еврейском языке содержит 13 слов «аллилуйя» (начинается и оканчивается им), священного (счастливого) числа тринадцать, которое каббалисты трактуют как гематрию слова эхад (אחד‎ — «един», см. Втор. 6:4), символизирующих Всевышнего. Согласно «Зогару», следует ограничиваться 13-ю выражениями соответственно тринадцати атрибутам Божиим. Также схожее строение имеет 150-й псалом.

Аллилуия!

Хвалите Господа с небес!

Хвалите Его в вышних!

Хвалите Его, все Ангелы Его!

Хвалите Его, все воинства Его!

Хвалите Его, солнце и луна!

Хвалите Его, все звёзды света!

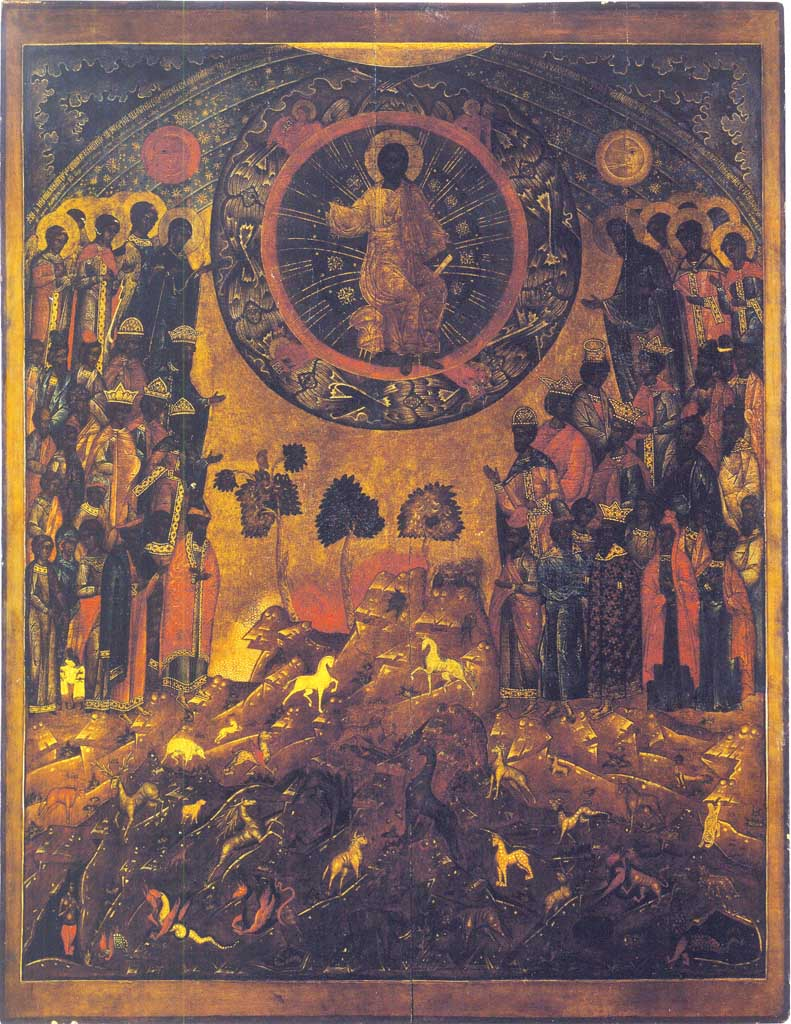
«Хвалите Господа с небес».
Икона, изображающая сюжет 148-го псалма

Хвалите Его, небеса небес и воды, которые превыше небес!

Да хвалят имя Господа, ибо Он повелел, и сотворились; поставил их на веки и веки; дал устав, который не прейдёт!

Хвалите Господа от земли, великие рыбы и все бездны, огонь и град, снег и туман, бурный ветер, исполняющий слово Его, горы и все холмы, дерева плодоносные и все кедры, звери и всякий скот, пресмыкающиеся и птицы крылатые, цари земные и все народы, князья и все судьи земные, юноши и девицы, старцы и отроки!

Да хвалят имя Господа, ибо имя Его единого превознесённо!

Слава Его на земле и на небесах; Он возвысил рог народа Своего, славу всех святых Своих, сынов Израилевых, народа, близкого к Нему!

Аллилуия!
— Пс. 148

## Толкование
Псалом возможно поделить пополам — хвала с небес (стихи 1—6) и хвала с земли (стихи 7—14):
I. Хвала с небес (стихи 1—4):
а) «хвалите Господа с небес»;
б) «хвалите Его в вышних»;
в) «хвалите Его, все ангелы Его»;
г) «хвалите Его, все воинства Его»;
д) «хвалите Его, солнце и луна, хвалите Его, все звезды света»;
е) «хвалите Его, небеса небес и воды, которые превыше небес».
II. Причина для хвалы с небес (стихи 5—6):
а) «Он повелел, и сотворились»;
б) «поставил их на веки и веки»;
в) «дал устав, который не прейдет».
III. Хвала с земли (стихи 7—12):
а) стихии:
1. «великие рыбы и все бездны»;
2. «огонь и град, снег и туман, бурный ветер, исполняющий слово Его».

б) творения:
1. «горы и все холмы, дерева плодоносные и все кедры»;
2. «звери и всякий скот, пресмыкающиеся и птицы крылатые».

в) классы общества:
1. «цари земные»;
2. «все народы»;
3. «князья»;
4. «все судьи земные»;
5. «юноши»;
6. «девицы»;
7. «старцы»;
8. «отроки».

IV. Причина для хвалы с земли (стихи 13—14):
а) «ибо имя Его единого превознесённо»;
б) «слава Его на земле и на небесах»;
г) «Он возвысил рог народа Своего»:
1. «славу всех святых Своих»;
2. «сынов израилевых, народа, близкого к Нему».

Надписание
В церковнославянском переводе есть надписание «Аллилуиа, Аггеа и Захарии», которого нет в еврейском тексте, но есть в греческом тексте римского издания и в некоторых древних Псалтирях, также у Августина и Иеронима.
Первый стих
«Хвалите Господа с небес, хвалите Его в вышних»
Толкование профессора Лопухина: «„Хвалить с небес, хвалить в вышних“ — восхвалять Господа призываются ангелы, как ближайшие Его слуги, обитающие преимущественно на небе».
Второй стих
«Хвалите Его, все Ангелы Его, хвалите Его, все воинства Его»
Толкование профессора Лопухина: «„Воинства“ — разнообразные чины ангелов, составляющих как бы войско Царя небесного».
В еврейском тексте на полях свитка сделана пометка, что хотя написано слово «воинство» в единственном числе, однако понимать это слово следует во множественном числе «воинства», так как под «воинствами» подразумеваются как небесные существа (ангелы), так и небесные тела (солнце, луна, звёзды).
Четвёртый стих
«Хвалите Его, небеса небес и воды, которые превыше небес»
«Небеса небес» — семь небес описаны подробнее в поднейшей еврейской литературе.
Четырнадцатый стих
«Он возвысил рог народа Своего, славу всех святых Своих, сынов Израилевых, народа, близкого к Нему. Аллилуия»
Толкование профессора Лопухина: «„Рог“ — символ силы. Возвысить „рог“ евреев — даровать им силу и значение, которые признаются и ценятся другими народами».
Израиль назван «народом, близким к Нему», потому что он — народ священнический, близко связанный с Богом, народ Завета.

## Богослужебное использование
Православие
Целиком 148-й псалом поют в чине благословения кампана после начальных молитв, на утрени в составе «хвалитных» псалмов, во время Великого поста, в среду Страстной седмицы, до отдания праздника Богоявления, в Благовещение. Отдельные стихи псалма поют по разным случаям.
Католицизм
Согласно Уставу святого Бенедикта, 148-й псалом поют на лаудах в составе группы лауды-псалмов 148, 149, 150 всю неделю.
Иудаизм
148-й псалом произносят в составе ежедневного галеля в утренних молитвах. Также во время новолуния (точнее — неомении) в начале месяца в вечернем богослужении в составе молитв освящения луны.
148:13, 14 «да хвалят имя Господа, ибо имя Его единого превознесённо» произносит ведущий молитву в субботу в утреннем и послеполуденном богослужениях (также по будням) после прочтения свитка Торы и возвращения его в шкаф, а в это время община произносит в ответ ведущему молитву «слава Его на земле и на небесах. Он возвысил рог народа Своего, славу всех святых Своих, сынов Израилевых, народа, близкого к Нему. Аллилуия».

## Рецепция
Литература
| Бога с небес вси хвалите, иже в вышних Его чтите. Вси ангели восхваляйте, вся си силы величайте. Солнце хвали, свет ти давша, и ты, луно, тя создавша. Звезды и свет, хвалу Богу принесите выну многу. Небо небес и с водами, яже выспрь суть между вами. Богу славу возсылайте, люди на ту возбуждайте. Он изрече Свое слово и бысть сей мир все готово. Той повеле, и вся быша, ни на мале умедлиша. Постави Ся вечно быти, изволил есть положити. Веление еже будет, твердо даже мир пребудет. От земли же вы, змиеве, от бездн морских вы, китове. Богу славу возсылайте, имя Его величайте. Огнь, град, голоть, снег, ветр, слово, яже есте в слух готова. Горы, холми, древа плодна, кедри и вся земнородна, Звериев си скоти с ними, гади с птицы пернатыми, Сотворшаго вас хвалите, силу Его всем вестите. Царие вси и людие, князи мира и судие, И юноши со девами, старцы купно с юнотами, Имя Бога всесилнаго чтите, яко единаго. Его имя вознесенно, паче имен всех почтенно. Симеон Полоцкий, «Псалтирь рифмотворная», 1678 | Го́спода съ небесъ хвали́те, Въ вышнихъ такожде мѣстахъ; Ангели, Его почтите, Будь Ему жъ честь Силъ въ устахъ. Солнце, и Луна, вы славьте, Звѣ́зды всѣ, и купно Свѣтъ; Небеса небесъ, тожъ правьте, И вода́, сверьхъ небъ, имъ въ слѣдъ. Рекъ Господь, и такъ вдругъ сталось, Все да Хвалитъ тѣмъ Его; Повелѣлъ Онъ, и созда́лось Въ бытiе́ изъ ничего. Онъ поставилъ то на вѣки, И всему порядокъ далъ; Сей, какъ-ви́дятъ-человѣки, По Его твердъ волѣ сталъ. Отъ земли́ Хвали́те Бога, Змiи, съ рыбами въ глуби́; Огнь, градъ, снѣгъ, паръ, бу́ря срога, Все хвалу Ему труби. Сами го́ры и съ хребтами, Сами холмы, и древа́; Безъ плодовъ, и что-съ-плода́ми, Кедръ высокiй, и трава. Звѣри, вы Скоты́ рогаты, И безъ рогъ, и всякiй гадъ; Птицы также всѣ пернаты, И рои́ не зримыхъ стадъ. Тожъ Цари, тожъ и народы, Князи, Судiи земли́; Сонмы отроковъ, дѣвъ роды, Старъ, младъ, всякъ Хвалитъ внемли. Все да Хвалитъ Всемогуща, Имя вознеслось вездѣ; Слава всюду есть присуща, И Величество средѣ. На землѣ, и Онъ же въ небѣ, И людей своихъ взнесъ рогъ; То Любимцамъ всѣмъ къ потребѣ: Онъ Ізраилевъ есть Богъ. По Богъ Ізраилю Хвалимый, Роду точно своему; Коимъ-есть-всегда́ молимый Приходящимъ близъ къ Нему. В. К. Тредиаковский, 1753 | Хвалите Господа небесъ Хвалите Бога въ высотѣ, Хвалите Господа всѣ Ангели его, Хвалите Вышняго, его небесны рати, Хвалите солнце и луна, Хвалите вы его, сіяющія звѣзды, Хвали его надъ небомъ каждо небо, И ты вода носима небомъ: Да всѣ они восхвалятъ Бога. Всевышній повелѣлъ имъ здаться; и создались: Онъ ихъ на вѣки утвердилъ, И далъ онъ имъ законъ, котораго не прейдутъ. Хвалите отъ земли вы Бога, Морскія чудеса и всѣ разливы водны, Градъ, молнія, туманъ и снѣгъ, И бурный вѣтръ его творящій волю, Всѣ холмы и всѣ горы, Древа носящи плодъ и кедры, И звѣри и скоты, И ползующи черви, И вы крылаты птицы! Хвалите Господа Цари и всѣ народы, Вы Князи и земли начальства, Вы отроки и дѣвы, Младенцы, старики сѣдинами покрыты! Коль имя Господа толико вознесенно, И кое въ небесахъ и на земли простерто, Народу своему, Дастъ онъ и силу и побѣду, И приближенному себѣ народу славу. А. П. Сумароков, 1787 |